# Passage Ganneron
Le passage Ganneron est une voie du 18e arrondissement de Paris, en France.

## Situation et accès
Le passage Ganneron est situé dans le 18e arrondissement de Paris. Il débute au 42, avenue de Saint-Ouen et se termine au 57, rue Ganneron.

## Origine du nom

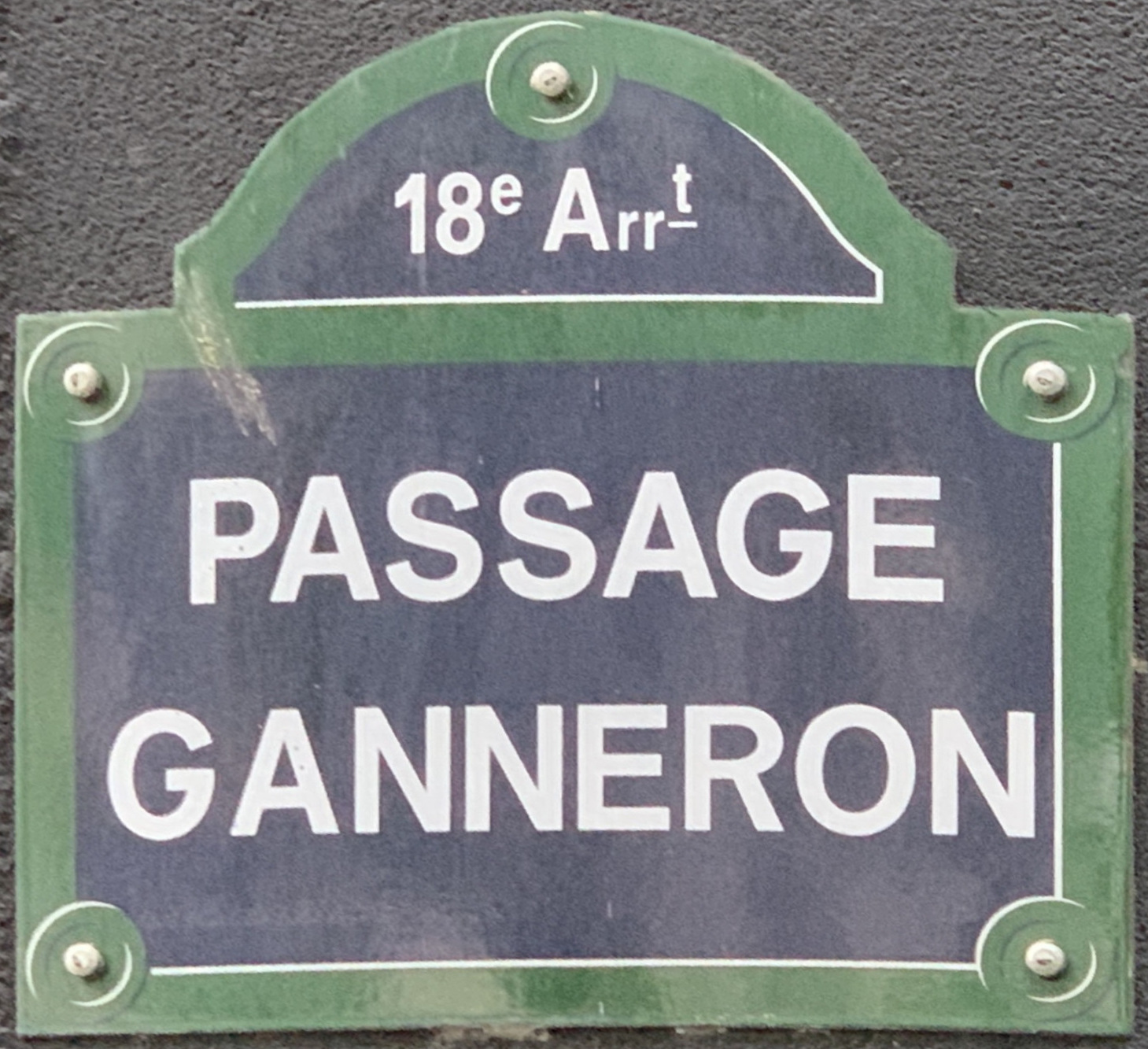
Plaque du passage.

Elle porte le nom du banquier et député Auguste Hippolyte Ganneron en raison de sa proximité avec la rue éponyme.

## Historique
Cette voie qui a porté le nom de passage Florence ou Florentin a pris sa dénomination actuelle par un arrêté du 1er février 1877 et a été ouverte à la circulation publique par un arrêté du 23 juin 1959.